# Coras juvenilis
Coras juvenilis là một loài nhện trong họ Amaurobiidae.
Loài này thuộc chi Coras. Coras juvenilis được Eugen von Keyserling miêu tả năm 1881.